# Гай Клавдій Красс Інрегілленс
Гай Клавдій Красс Інрегілленс (лат. Caius Claudius Crassus Inrelligensis; близько 370 до н. е. — після 337 до н. е.) — політичний та військовий діяч Римської республіки, диктатор 337 року до н. е.

## Життєпис
Походив з патриціанського роду Клавдіїв, його гілки Крассів. Син Аппія Клавдія Красса Інрегілленса, консула 349 року до н. е. Про життя відомо замало. 
У 337 році до н. е. його було призначено диктатором для війни з сідіцинами, але змушений був скласти з себе посаду, так як авгури оголосили, що обрання відбулося при несприятливих знаменнях. Ймовірно в цьому відобразилася боротьба між патриціанськими групами у сенаті. Про подальшу долю його немає відомостей.

## Родина
- Аппій Клавдій Цек, консул 307 року до н. е.